# Louise Penny
Louise Penny   (Toronto, 1 de juliol de 1958) és una autora canadenca de novel·les de misteri ambientades al Quebec, centrades en el personatge l'inspector cap Armand Gamache de la Sûreté del Quebec. Penny fou periodista en la Canadian Broadcasting Corporation. Ha rebut molts premis, com ara l'Agatha per la millor novel·la de misteri en cinc ocasions, quatre de consecutives (2007–2010), i el Premi Anthony per la millor novel·la cinc vegades, quatre de consecutives (2010–2013). Les seues novel·les s'han publicat en 25 idiomes.

## Biografia
Penny nasqué a Toronto al 1958. Sa mare era una lectora àvida tant de ficció com de no-ficció, amb un gust particular per les novel·les de crim,
i Louise conegué aviat Agatha Christie, Georges Simenon, Dorothy L. Sayers, Michael Innes, etc.
Penny es graduà en arts aplicades (ràdio i televisió) en l'Institut Politècnic de Ryerson (ara universitat) al 1979. Als 21 anys, comença una carrera com a periodista i presentadora radiofònica en la Canadian Broadcasting Corporation.

## Carrera literària
Després de casar-se, Penny abandona la CBC per començar a escriure. Presenta la seua primera novel·la, Still Life, en el concurs Debut Dagger del Regne Unit, i en queda segona entre 800. La novel·la en guanyà altres com el premi Dagger "Sang Nova" del Regne Unit, l'Arthur Ellis al Canadà per a primera novel·la de crim, el Dilys, l'Anthony i el Barry per a Primera Novel·la als Estats Units.
Penny ha publicat altres onze novel·les, i n'ha rebut premis i nominacions per quasi totes.
En les seues novel·les apareix l'inspector cap Armand Gamache, del departament d'homicidis de la Sûreté quebequesa. Les novel·les estan ambientades al Quebec, però té característiques típiques del gènere whodunit britànic, amb assassinats per mitjans no convencionals, vil·les bucòliques, gran quantitat de sospitosos, xarxa herrings, i una revelació dramàtica de l'assassí al final del llibre.

## Honores
Al 2013, la nomenaren Membre de l'Orde del Canadà "per les seues contribucions a la cultura canadenca com a autora del Quebec".

## Adaptacions
Durant anys, Penny es resistí a vendre els drets dels seus llibres per a pel·lícula o televisió, per no perdre el control creatiu dels seus personatges. Quan PDM Entertainment and Attraction Images, però, li oferí un lloc com a productora executiva en la producció d'una pel·lícula, acceptà vendre els drets de les dues primeres novel·les. Still Life es filmà al 2012, amb l'actor britànic Nathaniel Parker com a l'inspector cap Gamache. La pel·lícula s'estrenà en CBC TV al 2013.